# Голубєв Іван Григорович
Іван Григорович Голубєв (нар. 1906, село Клєопіно Тверської губернії, тепер Тверської області, Російська Федерація — 1974, Москва) — радянський партійний діяч, 1-й секретар Красноярського крайового комітету ВКП(б). Депутат Верховної Ради СРСР 1-го скликання (1941—1946).

## Біографія
Народився в родині селянина-середняка. Батько деякий час працював у Москві електромонтером і проживав там із родиною. У 1918 році родина Голубєвих повернулася до рідного села, де проживала до 1925 року та займалася сільським господарством. Іван Голубєв вступив до комсомолу та був одним із організаторів комсомольського осередку в селі.
З 1925 року працював учнем і підручним слюсаря, слюсарем та бригадиром на оборонних заводах міста Москви. Закінчив без відриву від виробництва загальноосвітні курси.
Член ВКП(б) з 1928 року.
У 1931 році закінчив без відриву від виробництва Московський авіаційний технікум, здобув спеціальність техніка-технолога.
З 1931 року працював механіком у лабораторії з ремонту авіаційних двигунів при Московському авіаційному технікумі.
У 1936 році закінчив Московський авіаційний інститут, здобув спеціальність інженера-механіка з авіабудівництва. Вісім місяців стажувався у місті Парижі (Франція).
У 1936 році працював старшим майстром авіаційного заводу. У 1936—1939 роках — майстер цеху, начальник цеху, заступник головного інженера, директор авіаційного заводу в місті Ступіно Московської області.
З квітня 1939 року — 1-й секретар Каширського міського комітету ВКП(б) Московської області, 1-й секретар Кунцевського міського комітету ВКП(б) Московської області.
З січня 1940 року — заступник голови виконавчого комітету Московської обласної ради депутатів трудящих.
28 червня 1940 — 28 липня 1944 року — 1-й секретар Красноярського крайового комітету ВКП(б). Одночасно у червні 1940 — липні 1944 року — 1-й секретар Красноярського міського комітету ВКП(б).
Потім — на пенсії у Москві.

## Нагороди
- орден Леніна
- ордени
- медалі